# Dawud ibn Mahmud
Dawud ibn Mahmud († 1143 in Täbris) war ein Prinz der türkischen Seldschuken-Dynastie, der im mittelalterlichen Aserbaidschan eine lokale Fürstenherrschaft ausübte. 

## Biografie
Dawud war der älteste Sohn des über das westliche Persien und den Irak herrschenden Sultans Mahmud II., von dem er schon zu dessen Lebzeiten die Herrschaft als Fürst (malik) über Aserbaidschan mit eigener Hofhaltung als Apanage erhalten hat. Beim Tod des Vaters 1131 wurde er von seinem Wesir als neuer Sultan inthronisiert, doch wurde dieser Akt weder von Kalif al-Mustarschid, noch von dem über das östliche Persien herrschenden Familiensenior Sultan Sandschar anerkannt. Stattdessen bestimmte dieser den Onkel Tughril II. zum neuen Sultan von Westpersien, der auch die Anerkennung des Kalifen erhielt. Dawud wiederum erkannte seine Übergehung in der Nachfolge nicht an und suchte sich im Kampf gegen den Onkel zu behaupten, doch wurde sein Heer im Juli/August 1132 bei Hamadan in einer Feldschlacht von Tughril geschlagen. Dawud und sein Atabeg Aq Sunqur al-Ahmadili konnten zunächst nach Aserbaidschan fliehen. 
Um den Kampf fortsetzen zu können, verbündete sich Dawud in Täbris mit einem weiteren Onkel, Masud. Gemeinsam konnten sie in Bagdad einziehen, wo Masud am 9. Dezember 1132 die offizielle Anerkennung des Kalifen als Sultan erhielt, die durch die Einsetzung seines Namens in die Freitagspredigt (ḫuṭba) manifestiert wurde. Im Jahr darauf konnte Tughril II. aus Aserbaidschan zurückgedrängt werden, das wieder von Dawud, nun als Vasall Masuds, übernommen werden konnte. Dazu wurde er mit einer Tochter des Onkels verheiratet. Am 25. Mai 1133 wurde sein Atabeg Aq Sunqur al-Ahmadili von Assassinen ermordet. Als schließlich 1134 Tughril II. gestorben war, ging Masud als tatsächlicher Sieger aus dem Nachfolgekampf hervor und war damit der anerkannte Sultan von Westpersien und dem Irak.
Dawud akzeptierte den Verlust des väterlichen Thrones nur widerstrebend, doch offen gegen den übermächtigen Masud zu revoltieren wagte er nicht. Stattdessen suchte er dessen Herrschaft zu unterminieren, indem er die Kalifen zur Emanzipierung von der Sultansherrschaft anstachelte. Doch Kalif al-Mustarschid war 1135 im Kampf unterlegen, wurde im aserbaidschanischen Maragha unter Arrest gestellt und dort noch im selben Jahr von Assassinen ermordet. Schon im folgenden Jahr wurde Kalif al-Raschid von Sultan Masud gegen eine willigere Marionette abgesetzt und nach Isfahan zwangsexiliert. Dawud gedachte sich mit ihm zur Revolte zu verbünden, doch als er sich 1138 noch auf dem Weg nach Isfahan befand, fiel dort ar-Raschid ebenfalls einem Attentat der Assassinen zum Opfer.
Danach hielt sich Dawud von den Machtkämpfen fern. 1143 wurde schließlich auch er in seiner Residenzstadt Täbris während eines Bades von vier syrischen „Batiniten“ (Assassinen) ermordet. Vor dem Hintergrund der Auseinandersetzungen mit Sultan Masud ist es nicht gänzlich auszuschließen, dass die Serie der erfolgreichen Anschläge der Assassinen gegen seine Gegner nicht ohne dessen Duldung ausgeführt werden konnten.